# Пођо Купро (Анкона)
Пођо Купро (итал. Poggio Cupro) насеље је у Италији у округу Анкона, региону Марке.
Према процени из 2011. у насељу је живело 239 становника. Насеље се налази на надморској висини од 363 м.